# Digitalis purpurea
Digitalis purpurea là một loài thực vật có hoa trong họ Mã đề. Loài này được L. mô tả khoa học đầu tiên năm 1753.
Tất cả các bộ phận của cây đều có độc tính cao. Chỉ cần ăn hai lá có thể dẫn đến ngộ độc chết người. 

## Hình ảnh

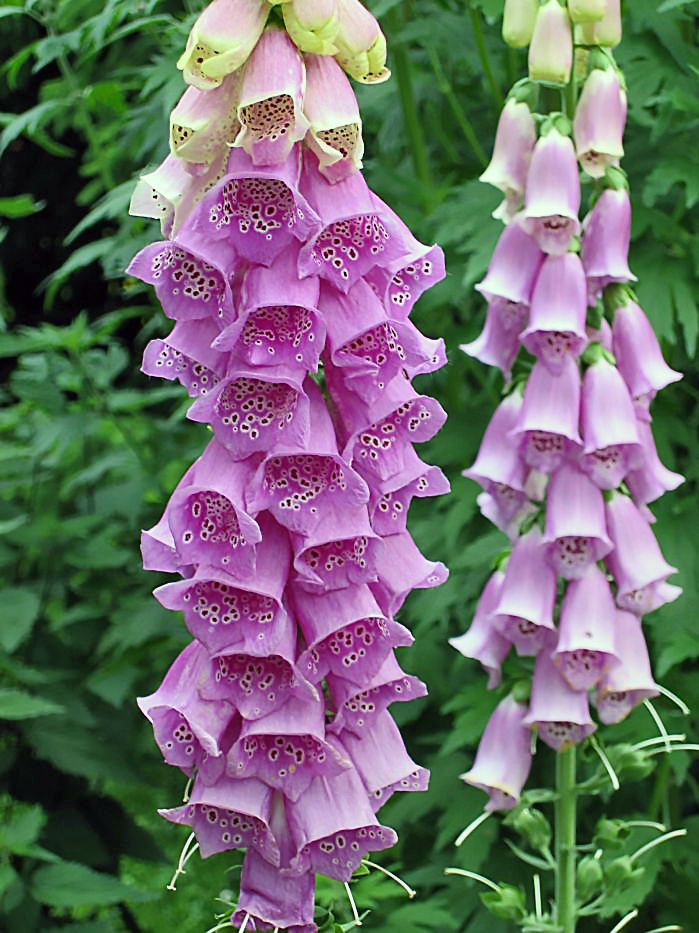
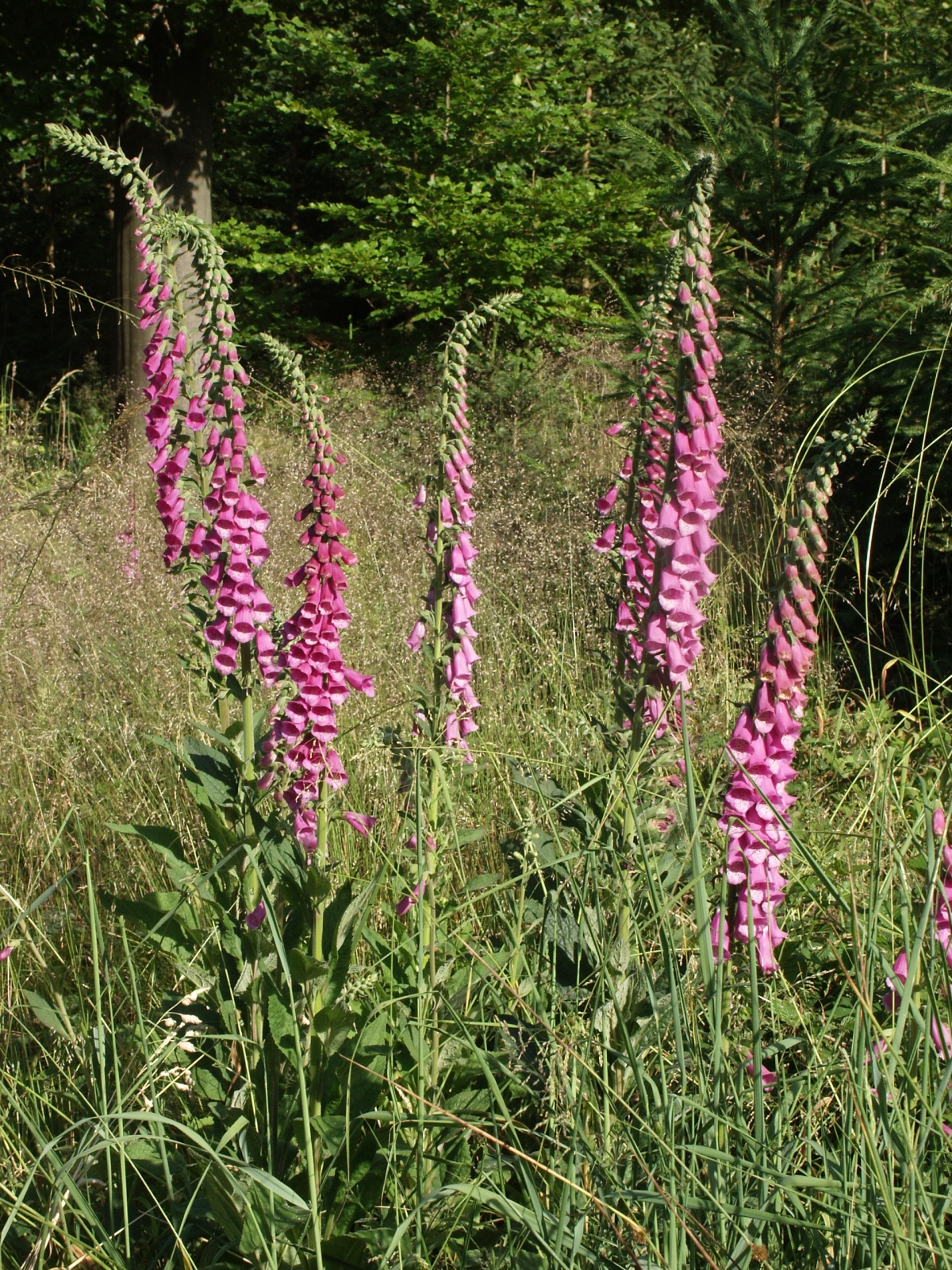
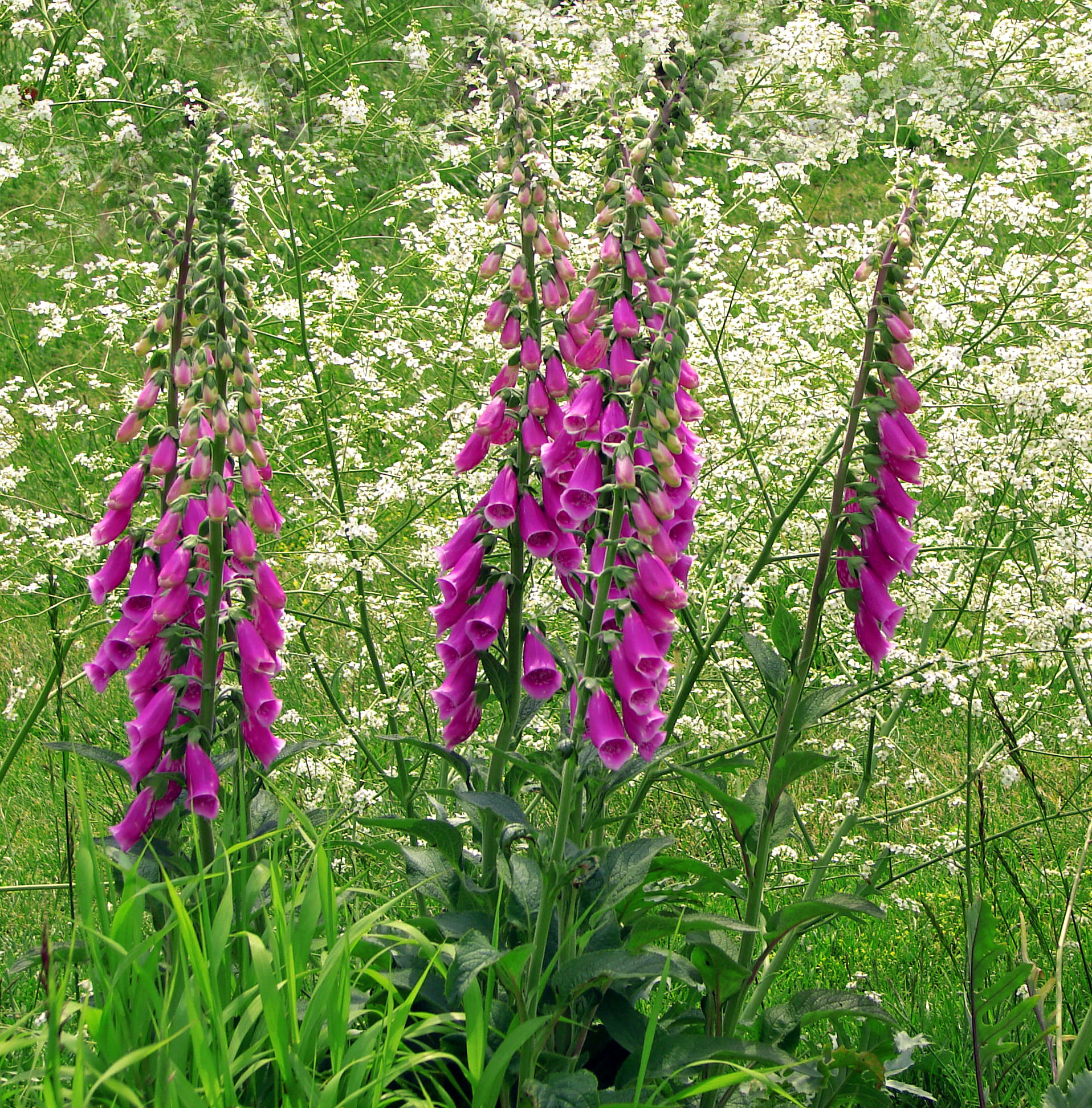
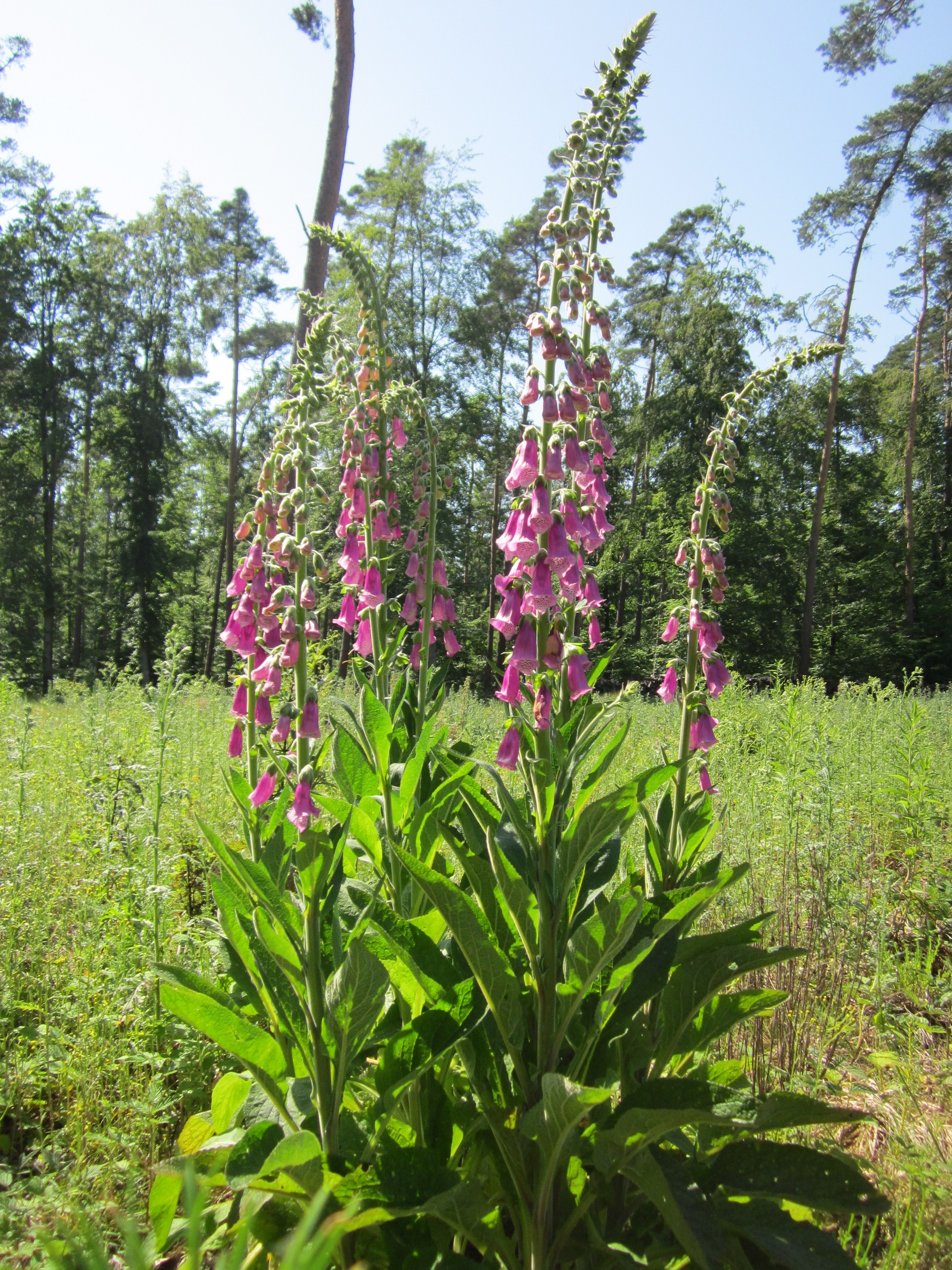